# بالن
بالن (Balen) هي بلدية من بلديات بلجيكا تقع في مقاطعة أنتفيرب.
في سنة 2021 بلغ عدد سكان بالن 22,853 نسمة، وتتألف من قريتين، بالن بروبر Balen proper وأولمن Olmen؛ وتبلغ مساحتها الكلية حوالي 73 كيلومتر مربع.